# Liste d'élections en 1848
Chronologie des élections
- 1844
- 1845
- 1846
- 1847
- 1848
- 1849
- 1850
- 1851
- 1852

Cet article recense les élections organisées durant l'année 1848.

## Élections nationales en 1848
Cette section concerne les élections législatives et présidentielles dans un état souverain, éventuellement fédéral, ainsi que leurs principaux référendums.
| Date                          | État                     | Élection ou référendum                    | Contexte | Résultat |
| ----------------------------- | ------------------------ | ----------------------------------------- | --- | --- |
| 29 janvier                    | Salvador                 | Présidentielle (en)                       | | Cette section est vide, insuffisamment détaillée ou incomplète. Votre aide est la bienvenue ! Comment faire ?     |
| 23 - 24 avril                 | France                   | Législatives                              | Élection de l'assemblée constituante de la deuxième République. | Cette section est vide, insuffisamment détaillée ou incomplète. Votre aide est la bienvenue ! Comment faire ?     |
| 25 avril - 31 juillet         | Luxembourg               | Constituante                              | Élection des députés de l'Assemblée constituante. | Cette section est vide, insuffisamment détaillée ou incomplète. Votre aide est la bienvenue ! Comment faire ?     |
| 1er mai                       | Confédération germanique | Législatives (en)                         | | |
| 13 juin                       | Belgique                 | Législatives (nl)                         | | Cette section est vide, insuffisamment détaillée ou incomplète. Votre aide est la bienvenue ! Comment faire ?     |
| juin                          | Autriche                 | Législatives (en)                         | | Cette section est vide, insuffisamment détaillée ou incomplète. Votre aide est la bienvenue ! Comment faire ?     |
| juillet - août                | Suisse                   | Référendum constitutionnel (en)           | Référendum d'adoption de la constitution de 1842 | La nouvelle constitution a été approuvée par 72,8% des 199 900 votants et une majorité des cantons                |
| 1er - 27 octobre              | Suisse                   | Féderales                                 | Élection des 111 premiers conseillers du nouvel état fédéral, siégeant au Conseil national (chambre basse) et des 44 conseillers siégeant au Conseil des États (chambre haute) après la fin de la Confédération des XXII cantons (1813–1848), pour une mandature de trois ans. | Cette section est vide, insuffisamment détaillée ou incomplète. Votre aide est la bienvenue ! Comment faire ?     |
| 5 octobre                     | Danemark                 | Législatives (en)                         | | Cette section est vide, insuffisamment détaillée ou incomplète. Votre aide est la bienvenue ! Comment faire ?     |
| 7 novembre                    | États-Unis               | Présidentielle                            | Le scrutin se déroule à peine quelques mois après la fin de la Guerre américano-mexicaine qui vit les États-Unis réaliser leur plus grande expansion territoriale depuis l'achat de la Louisiane en 1803. Depuis les débats sur l'annexion du Texas, les partis politiques dominant, le Parti démocrate et le Parti whig, sont divisés sur la question de l'extension territoriale au nom de la « Destinée manifeste », mais plus encore sur la question de l'esclavage. Au sein des deux partis, les antiesclavagistes se détachent puis se radicalisent face aux positions des élus esclavagistes, en particulier dans les États du Sud. Les divisions sont telles que l'élection présidentielle se transforma en une triangulaire.James K. Polk, 11e président, ne se représente pas. | Le général Zachary Taylor — un des héros de la Guerre américano-mexicaine — devient 12e président des États-unis. |
| 30 novembre - 4 décembre      | Pays-Bas                 | Législatives (en)                         | | Cette section est vide, insuffisamment détaillée ou incomplète. Votre aide est la bienvenue ! Comment faire ?     |
| 10 - 11 décembre              | France                   | Présidentielle                            | | Cette section est vide, insuffisamment détaillée ou incomplète. Votre aide est la bienvenue ! Comment faire ?     |
| 7 août 1848 - 6 novembre 1849 | États-Unis               | Législatives (chambre (en) et sénat (en)) | | Voir l'article Liste d'élections en 1849.                                                                         |

## Élections en subdivisions nationales en 1848
Cette section concerne les élections législatives dans un État fédéré, une subdivision territoriale ou une colonie d'un État souverain, ainsi que leurs principaux référendums.
| Date | Subdivision | État               | Élection ou référendum | Contexte     | Résultat |
| ---- | ----------- | ------------------ | ---------------------- | ------------ | --- |
| 1848 | Terre-Neuve | Empire britannique | Générales (en)         | 4e mandature | Cette section est vide, insuffisamment détaillée ou incomplète. Votre aide est la bienvenue ! Comment faire ? |
| Juin | Bohême      | Empire d'Autriche  | Régionales (cs)        |              | Cette section est vide, insuffisamment détaillée ou incomplète. Votre aide est la bienvenue ! Comment faire ? |